# Crefelder Eisenbahn-Gesellschaft

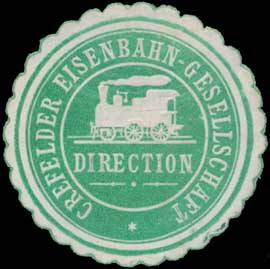
Zegel Crefelder Eisenbahn-Gesellschaft (1)

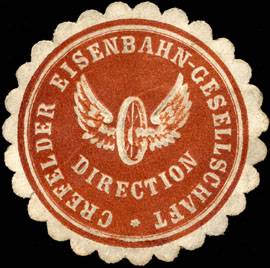
Zegel Crefelder Eisenbahn-Gesellschaft (2)

De Crefelder Eisenbahn-Gesellschaft (of kort: CEG) was een regionale spoorwegmaatschappij, die eertijds in het hedendaagse gebied van de Duitse districten Viersen, Wesel en het stadsdistrict Krefeld enkele spoorlijnen van regionaal belang heeft geëxploiteerd.
Er bestonden hoofdzakelijk drie spoorlijnen:
- DB 9258, spoorlijn tussen Krefeld en Moers
- DB 9251, spoorlijn tussen Krefeld en Viersen
- lijn tussen Süchteln en Hüls

Daarnaast was er nog een vierde traject dat reeds in in 1916 werd gesloten:
- lijn tussen Grefrath - Süchtelnvorst

De maatschappij werd opgericht in 1880, toen schreef men "Krefeld" nog met een "C", dus "Crefeld".

## De Schluff
Het traject tussen Sankt Tönis en Hülser Berg wordt hedendaags nog als museumspoorlijn geëxploiteerd. Deze spoorlijn wordt in de lokale volksmond ook "Schluff" genoemd.